# NGC 7425
NGC 7425 (другие обозначения — PGC 70097, MCG −2-58-13) — галактика в созвездии Водолей.
Фрэнк Муллер открыл NGC 7425 в 1886 году с помощю 26" рефракторного телескопа в обсерватории Маккормика (Leander McCormick Observatory), но зафиксировал позицию и величину объекта с ошибкой. Астроном Герберт Хове (Herbert Alonzo Howe) зафиксировал точное положение объекта в 1898—1899 годах с помощю 20" рефракторного телескопа в Денвере.
Этот объект входит в число перечисленных в оригинальной редакции «Нового общего каталога».